# Firmin Lambot
Firmin Lambot (ur. 14 marca 1886 w Florennes, zm. 19 stycznia 1964 w Borgerthout) – belgijski kolarz szosowy, dwukrotny zwycięzca Tour de France. 
Dopiero pod koniec kariery Lambot mógł świętować swój największy sukces. Jest najstarszym zwycięzcą Touru w dotychczasowej historii. W 1922 roku, kiedy wygrywał ten wyścig po raz drugi, miał 36 lat.
Lambot nie zaliczał się do szczególnie utalentowanych zawodników i dorównał do największych kolarzy jedynie dzięki swojemu uporowi i walecznej naturze. I kiedy bracia Pélissier wypowiadali się na temat Touru z roku 1919 mówiąc, że był to wyścig dla koni pociągowych i wołów roboczych, mieli na myśli jego zwycięzcę - Firmina Lambota.

## Lambot na Tourze
- Tour 1911: 11. miejsce
- Tour 1912: 18. miejsce
- Tour 1913: 4. miejsce (1 zwycięstwo etapowe)
- Tour 1914: 8. miejsce (1 etap)
- Tour 1919: 1. miejsce (1 etap)
- Tour 1920: 3. miejsce (2 etapy)
- Tour 1921: 9. miejsce (1 etap)
- Tour 1922: 1. miejsce
- Tour 1923: nie ukończył
- Tour 1924: nie ukończył